# Michelangelo Giacomelli
Michelangelo Giacomelli, né le 11 septembre 1695 à Pistoia et mort le 17 avril 1774 à Rome, est un évêque et philologue italien.

## Biographie
Michelangelo Giacomelli naquit à Pistoia le 11 septembre 1695. Après avoir étudié dans sa patrie les langues latine et grecque et la philosophie, il passa à Pise, et sous la direction des professeurs Valsecchi, Grandi et Averani, il devint successivement  théologien, mathématicien, et érudit de littérature ancienne et moderne. Son évêque lui promettait des bénéfices ecclésiastiques, afin de le retenir dans sa patrie ; ses maîtres lui proposaient une chaire dans l’université de Pise ; et monseigneur Forteguerri l’appelait à Rome. Giacomelli, cédant aux instances de ce prélat, se rendit en 1718 dans la capitale, où il reçut un accueil favorable du cardinal Fabroni, alors secrétaire de la Propagande, sous le pontificat de Clément XI ; ce cardinal lui donna la direction de sa vaste bibliothèque. Giacomelli s’appliqua alors particulièrement à l’étude de l’éloquence, se nourrissant de la lecture des classiques grecs et latins.
Michelangelo Giacomelli publia dans ce temps plusieurs écrits relatifs au jansénisme, où il prenait la défense du cardinal Fabroni, contre les censures du cardinal de Noailles, et sur son opposition à l’élection du cardinal Coscia. Tant que Fabroni vécut, Giacomelli jouit constamment de sa protection et par la suite celle des cardinaux Collicola et Valenti. Les papes Benoît XIII et Clément XII l’employèrent avec succès au sujet des différends qui s’étaient élevés entre la cour de Rome, le duc de Savoie et l’empereur Charles VI. En récompense des services que Giacomelli avait rendus à l’Église et à l’État, Clément XII le nomma son aumônier secret, l’éleva à la dignité de prélat et de bénéficier de la basilique de St-Pierre. Il remplit aussi plusieurs emplois distingués sous le pontificat de Benoît XIV, dont il traduisit deux ouvrages en latin, et qui le chargea de la réforme du bréviaire romain. Mais les grandes dépenses qu’exigeait ce vaste projet furent cause qu’on ne put le réaliser. Tous les amis de Giacomelli s’attendaient à le voir élever à des postes plus éminents ; mais Benoît XIV savait, dit-on, mieux applaudir au mérite que le récompenser. Sous les auspices du cardinal Valenti, ministre d’État, Giacomelli entreprit (1742) la rédaction du journal De’ letterati, dans lequel il était chargé, avec les abbés Petroni et Cenni, des articles concernant la philosophie et la philologie. A la même époque, Giacomelli publia la plus grande partie de ses traductions du grec. Mais ce qui lui fit le plus d’honneur, et lui ouvrit de nouveau la carrière de la fortune, ce fut sa version italienne des livres de St-Jean Chrysostome sur le Sacerdoce. Clément XIII fut si content qu'en 1759 il nomma Giacomelli  secrétaire des lettres latines et en 1761 chanoine de St-Pierre, archevêque de Chalcédoine (de) et secrétaire de son cabinet. Dans ce nouvel emploi, Giacomelli se montra  digne émule de Pietro Bembo, Jacopo Sadoleto et Silvio Antoniano, ses prédécesseurs ; mais la mort de Clément XIII vint mettre un terme à son ascension. Clément XIV, cédant aux réclamations de différents monarques, avait décidé l’abolition des jésuites et Giacomelli à entreprendre la défense de la compagnie. Cela lui suscita un grand nombre d’ennemis, et lui attira la disgrâce du pape, qui lui ôta son emploi. Il se consacra ainsi à une vie chrétienne et philosophique, à la méditation, les lettres et la musique. Il entretint une correspondance suivie avec des littérateurs comme Francesco Algarotti et Genovesi.
Sa santé s’altéra sensiblement depuis sa disgrâce, et une attaque de bile l’emporta, après quatre jours de maladie, le 17 avril 1774, âgé de 78 ans.

## Œuvres
Les plus remarquables de ses ouvrages sont :
- Di san Giov. Grisostomo, del sacerdozio libri 6, volgarizzati, Rome, 1756, avec de savantes notes ;
- Philonis enarratio in Canticum canticorum, græcum textum adhuc ineditum quamplurimis in locis depravatum emendavit, etc., Rome, 1772, in-4°[1];
- De Paulo Samosateno, deque illius dogmate et hæresi, ibid., 1741, 5 vol. ;
- Orazione in lode delle belle arti recitata in Campidoglio, ibid., 1732 ;
- Informazione historica delle differenze fra la S. Sede e la corte di Savoia, ibid., 1732 ;
- Elettra di Sofocle volgarizzata esposta, ibid., 1754, in-4° ;
- Prometeo legato, trag. d’Eschilo, volgarizzato, ibid., 1754, in-4°. Chacune de ces deux traductions (en vers) est accompagnée du texte grec. Le travail de Giacomelli est peu important sous le rapport philologique ; la langage est très-pur très, très-correct ; mais sa poésie est habituellement faible et prosaïque.
- Prologi in comœdias Terentii et Plauti, ibid., 1738 ; Pistoia, 1777, avec la vie en latin de l’auteur ;
- Di Caritone Afrosideo, etc. (Les Amours de Chéréas et Callirhoé, traduite du grec), Rome, 1752, 1756, in-8°.

On a aussi du même auteur une version italienne des Choses mémorables de Socrate, par Xénophon ; une Chaine grecque formant un commentaire inédit sur l’évangile de St Matthieu. Ces ouvrages ont eu plusieurs éditions. Giacomelli allait publier ses Réflexions sur Platon, lorsque la mort le surprit ; ces réflexions se trouvent parmi le grand nombre de manuscrits qu’il a laissés. Outre la Vie de Giacomelli, par Matani, insérée dans la 2e édition de ses Prologues de Térence et de Plaute (n° VIII ci-dessus), on trouve son éloge dans le Journal de Pise (t. 20, p. 146), et il a été réimprimé dans les Elogj d’illustri italiani, Pise, 1786 (t. 1, p. 114).